# Rîbnița rajon
Rîbniţa rajon är ett distrikt i norra Transnistrien i östra Moldavien med en yta på 850,2 km². Administrativ huvudort är Rîbniţa. Andra större städer i distriktet är Colbasna, Mocra och Butuceni. Enligt folkräkningen 1989 hade området förutom staden Rîbniţa en befolkning på 34 400 invånare, varav 47 procent var rumäner, 42 procent ukrainare, 8 procent ryssar samt mindre grupper bulgarer, gagauzer, judar, vitryssar, polacker och tyskar. Enligt folkräkningen 2004 hade distriktet 92 800 invånare, därav 34,2 procent på landsbygden och 65,8 procent i stadsområden. Ukrainare är nu i relativ majoritet i distriktet.